# Pycnodontidae
De Pycnodontidae zijn een familie van uitgestorven straalvinnige beenvissen, variërend van het Trias tot het Eoceen.

## Geslachten
- Acrotemnus Agassiz, 1843
- Anomoeodus Forir, 1887
- Athrodon Sauvage, 1880
- Callodus Thurmond, 1974
- Coccodus
- Coelodus Haeckel
- Gyrodus Agassiz, 1843
- Iemanja Wenz, 1989
- Macromesodon Blake, 1905
- Microdus
- Micropycnodon Hibbard and Graffham, 1945
- Neoproscinetes De Figueiredo and Silva Santos, 1990
- Nonaphalagodus Thurmond, 1974
- Omphalodus von Meyer, 1847
- Paleobalistum
- Paramicrodon Thurmond, 1974
- Polypsephis Hay, 1899
- Proscinetes Gistl, 1848
- Pycnodus Agassiz, 1835
- Pycnomicrodon Hibbard and Graffham, 1941
- Scalacurvichthys Cawley and Kriwet, 2017
- Sphaerodus Agassiz, 1843
- Stemmatodus
- Tepexichthys Applegate, 1992
- Thiollierepycnodus Ebert, 2020
- Typodus Quenstedt, 1858